# Henry Mason
Henry Mason   (Boston, 1831 - Boston, 1890) és un dels cofundadors de la fàbrica de pianos nord-americana Mason & Hamlin.
És fill del compositor Lowell Mason i germà del compositor William Mason.
És sota el seu nom que actualment es fabriquen pianos Mason & Hamlin a la Xina.